# Chien courant serbe
Ne doit pas être confondu avec Chien courant tricolore serbe.
Le chien courant serbe, anciennement chien courant des Balkans, est une race de chiens originaire de Serbie. C'est un chien courant de taille moyenne, d'allure robuste, à la robe bicolore roux et noir. Il s'agit d'un chien de chasse employé comme chien courant.

## Historique
L'origine de la race serait un groupe de chiens courants répandus dans les Balkans et qui seraient eux-mêmes issus des chiens courants d’Asie mineure. Franz Laska est le premier à décrire un chien curant serbe sous le nom de « chien courant des Balkans » en 1905. Le premier standard est rédigé en 1924 et la Fédération cynologique internationale (FCI) reconnaît la race le 14 mai 1940 à Bled. L'association cynologique yougoslave contrôle l'élevage et procède aux inscriptions dans le livre des origines officiel. Le 12 novembre 1996, le comité général de la FCI officialise à Copenhague le changement de nom en « chien courant serbe » sous proposition de l'association cynologique yougoslave.

## Standard
Le chien courant serbe est un chien courant de taille moyenne, de constitution robuste. Forte à l'attache, la queue qui prolonge la ligne de la croupe s'amenuise progressivement jusqu'à son extrémité. Légèrement recourbée vers le haut, elle est portée au-dessous de la ligne du dos. La tête est dolichocéphale et les lignes supérieures du crâne et du chanfrein sont divergentes. De grandeur moyenne, les yeux de forme ovale sont le plus foncés possible. Attachées haut, d'une longueur et d'une largeur moyennes, les oreilles sont pendantes, bien accolées aux joues. Leur extrémité est de forme rappelant un ovale. 
Le poil est court, abondant, brillant, assez épais et bien couché sur tout le corps avec sous-poil. Il est un peu plus long sur le bord postérieur des cuisses et à la face inférieure de la queue. La couleur de la robe est le roux et noir. Le roux, dit « couleur de renard » varie du roux jaunâtre à rouille. Les plages noires s'étalent en manteau ou en selle et remontent jusqu'à la tête qui présente des marques noires des deux côtés des tempes. Sur le poitrail, une marque blanche ronde est admise si elle ne dépasse pas deux centimètres de diamètre.

## Caractère
Le chien courant serbe est décrit dans le standard FCI comme plein de tempérament, vif, aimable, sûr de lui et tenace. Il est déconseillé de le faire vivre en appartement.

## Utilité
Le chien courant serbe est un chien courant utilisé dans son pays d'origine pour la chasse au sanglier et aux carnivores. Il est connu pour son sens de l'orientation remarquable, pour sa constance dans le suivi de la piste. En Serbie, il est également dressé comme chien de garde et chien de défense.